# Ad interim
La locución latina ad interim significa "en tanto" (intĕrim significa "mientras tanto", "o en el periodo provisional").

## Uso
Sus formas castellanizadas correctas son "en el ínterin" o "de (modo/forma/manera) interino/a". Se utiliza para indicar que una función o tarea es provisionalmente asumida por alguien a la espera de que se le encargue a quien realmente debe asumirla. Esta locución latina es de uso infrecuente en la lengua española, pero perfectamente aceptable.
No debe usarse "en el ínterim", sino "ad interim" o "en el ínterin".
Ejemplos de uso:
- Como consecuencia del deceso del general Gómez, el coronel López asumirá el mando del ejército ad interim.
- El gobierno del dimitido presidente de Vadania seguirá en sus funciones ad interim hasta que el nuevo presidente jure su cargo.

## Derivados
De este vocablo derivan los términos "ínterin", "interino", "interinidad" y sus variantes.

## Expresiones relacionadas
- Pro tempore